# Praszka
Praszka (niem. Prauskau) – miasto w Polsce, położone w województwie opolskim, w powiecie oleskim, w gminie Praszka, której jest siedzibą, nad rzeką Prosną. Historycznie Praszka należy do ziemi wieluńskiej. W dwudziestoleciu międzywojennym miasto należało do województwa łódzkiego. W 1945 ponownie należało do reaktywowanego województwa łódzkiego. W latach 1975–1998 miasto należało administracyjnie do województwa częstochowskiego.
Według danych GUS z 1 stycznia 2024 r. miasto miało 7110 mieszkańców.
Ośrodek usługowy i przemysłowy; zakłady sprzętu motoryzacyjnego (Neapco Europe), oświetleniowego, fabryka maszyn pakujących i kuchni gazowych.

## Historia
Miejscowość historycznie należała do ziemi wieluńskiej i pierwotnie związana była z Wielkopolską. Ma metrykę średniowieczną i istnieje prawdopodobnie od XIII wieku. Pierwsze pewne wzmianki o mieście zapisane zostały w 1392 i 1463 gdzie wymieniono ją jako „Praska” .
Prawa miejskie otrzymała w 1392 kiedy Piotr Kowalski otrzymał od króla polskiego Władysława Jagiełły przywilej na założenie miasta Praszka we wsi Michałów. Miejscowość została odnotowana w historycznych dokumentach prawnych i podatkowych. W 1563 dwóch rzemieślników płaciło po 4 grosze podatku. Miasto natomiast opłacało szos w wysokości 4 florenów i 24 groszy. W 1461 Anna Kowalska, wdowa po Piotrze, miała sprawę sądową z Janem oraz Andrzejem Kowalskimi o zapis na Michałowie i Strojcu. W 1473 Jan z Praszki odstąpił za 333 floreny Wieruszowi, chorążemu wielkopolskiemu, 1/3 miasta oraz wsie Kowale i Strojec. W 1497 król polski Jan I Olbracht skonfiskował dobra Anny Praskiej i jej męża Marka za niestawienie się na wojnę i nadał je Janowi Garniszowi. W 1520 miejscowa szlachta oraz gospodarujący na łanach osiadłych uiszczali plebanowi dziesięcinę snopową. Mieszczanie bezrolni oraz chałupnicy uiszczali stołowe w wysokości 1 grosza .
W 1507 parafię praską złączono z parafiami Kowale i Strojec. W 1520 odnotowano kościół Wniebowzięcia NMP oraz istnienie miejskiej szkoły. Według regestu poborowego powiatu wieluńskiego w 1552 miasto było własnością rodu Praskich. Dokumenty odnotowują w mieście młyn wodny o dwóch kołach. W 1542 Praszka otrzymała pobór cła na utrzymanie mostów na rzece Prośnie .
W XV w. ludność miasta trudniła się wytapianiem żelaza z rudy darniowej. Prawdopodobnie była pierwotnie osadą górniczą, należącą do sąsiedniej wsi Strojec Stradziec. Pierwsze dwa wieki istnienia miasta wiążą się z dużym rozwojem gospodarczym, m.in. dzięki położeniu przy granicy ze Śląskiem. Upadek miasta następuje w wyniku wojen w XVII i XVIII wieku. W 1620 w mieście przebywał król polski Zygmunt III Waza, który na prośbę mieszczan miał wydać przywileje na utworzenie cechów rzemieślniczych.
Po II rozbiorze Polski miasto znalazło się początkowo pod zaborem pruskim. W latach 1807–1815 w Księstwie Warszawskim, a od 1815 wraz z ziemią wieluńską w granicach Królestwa Polskiego w zaborze rosyjskim.
Jako osadę miejską, osadę leśną oraz folwark leżące 21. wiorst od Wielunia w powiecie wieluńskim, w gminie i parafii Praszka wymienia ją XIX wieczny Słownik geograficzny Królestwa Polskiego. W 1852 pożar zniszczył całe miasto, które odbudowano według nowego planu regulacyjnego. W 1888 znajdował się w nim murowany kościół parafialny, cerkiew prawosławna, dom przytułku dla 6 ubogich, szkoła początkowa ogólna, sąd gminny okręgu V, stacja pocztowa, komora celna na granicy z Prusami, ochotnicza straż ogniowa, apteka, około 250 domów z czego 60 murowanych. Miasto zamieszkiwało wówczas ok. 3000 mk. Ludność trudniła się wówczas głównie szewstwem i stolarstwem. Z zakładów przemysłowych znajdował się w miejscowości młyn parowy i kilka małych garbarni.

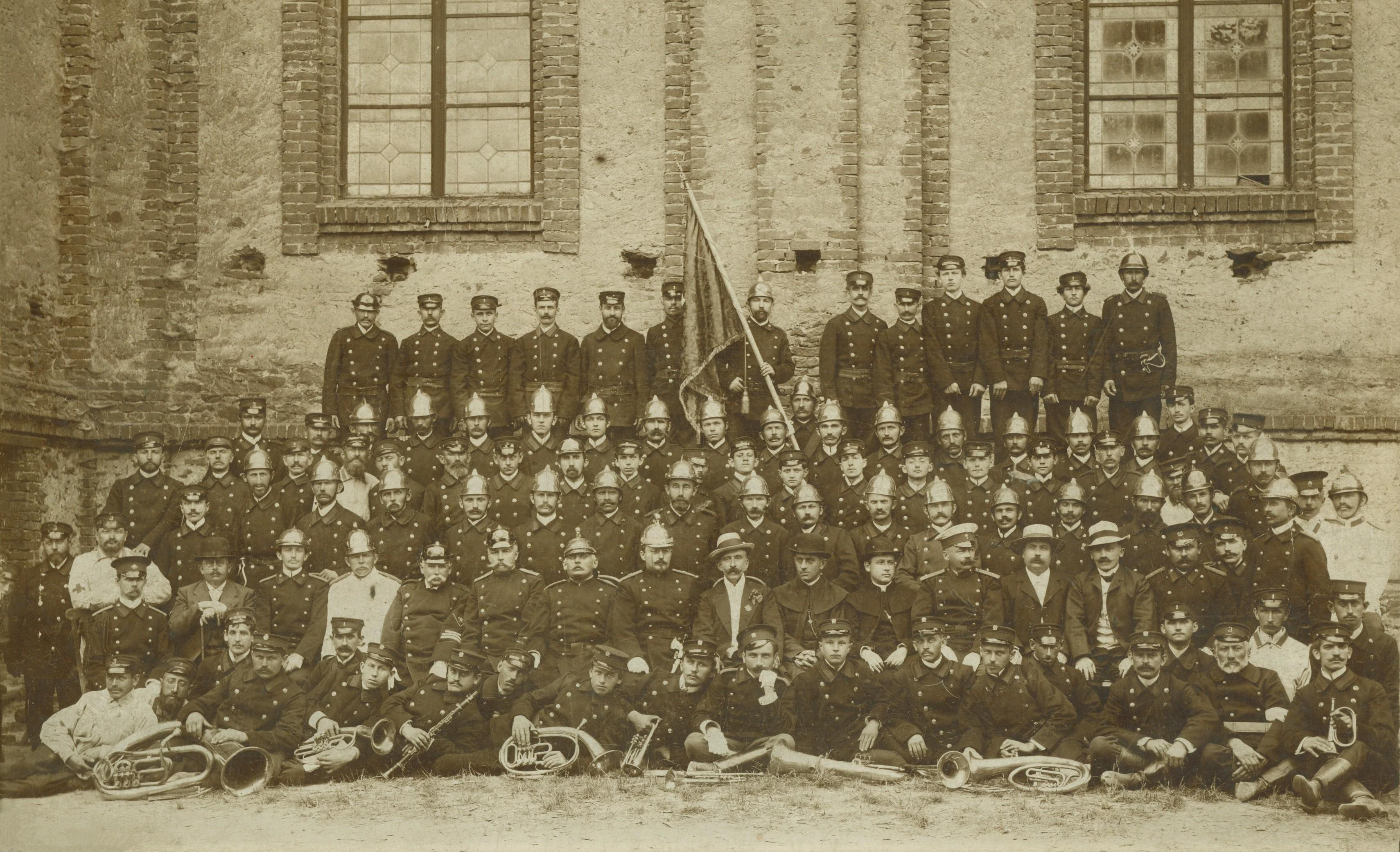
Ochotnicza Straż Pożarna w Praszce – jedna z najstarszych organizacji w Praszce powstała w 1882 r.

Podczas powstania styczniowego 11 kwietnia 1863 miała miejsce potyczka powstańców z wojskami rosyjskimi, zwana bitwą pod Praszką. W 7 lat po upadku powstania styczniowego, w 1870 r., Praszka w ramach carskich represji utraciła prawa miejskie. Odzyskała je w 1919, po I wojnie światowej, w trakcie której była pod okupacją Cesarstwa Niemieckiego, w granicach II RP.
Po odzyskaniu niepodległości miejscowość stała się graniczną II Rzeczypospolitej, a w miejscowości stacjonowała placówka Straży Celnej „Praszka”, a po reorganizacji placówka Straży Granicznej I linii „Praszka”.
W dniach 18–19 stycznia 1945 Praszka została zdobyta przez oddziały radzieckie.

## Demografia
Według danych z 30 czerwca 2008 miasto liczyło 8150 mieszkańców.

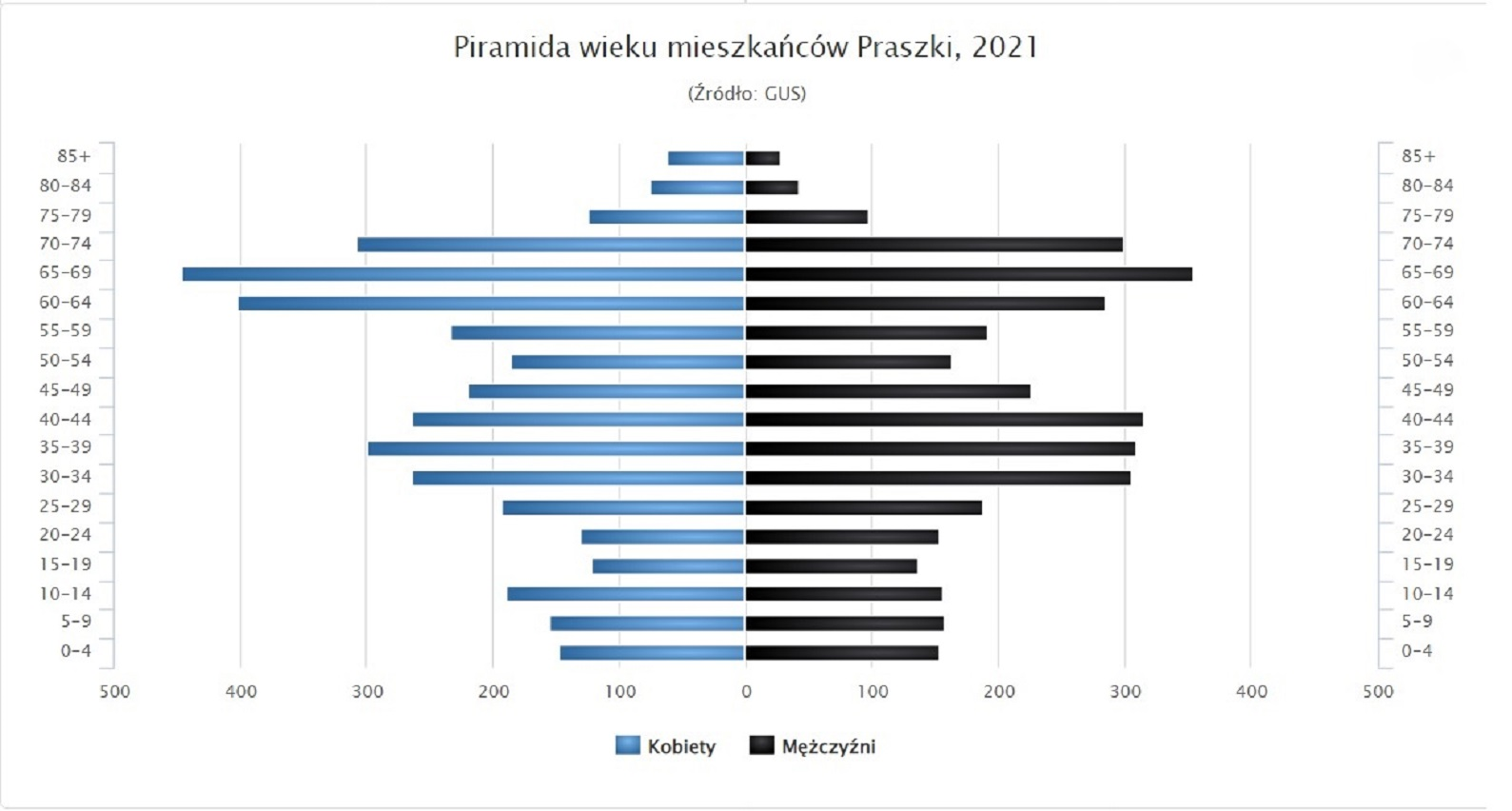
Piramida wieku mieszkańców Praszki w 2021 roku

## Zabytki

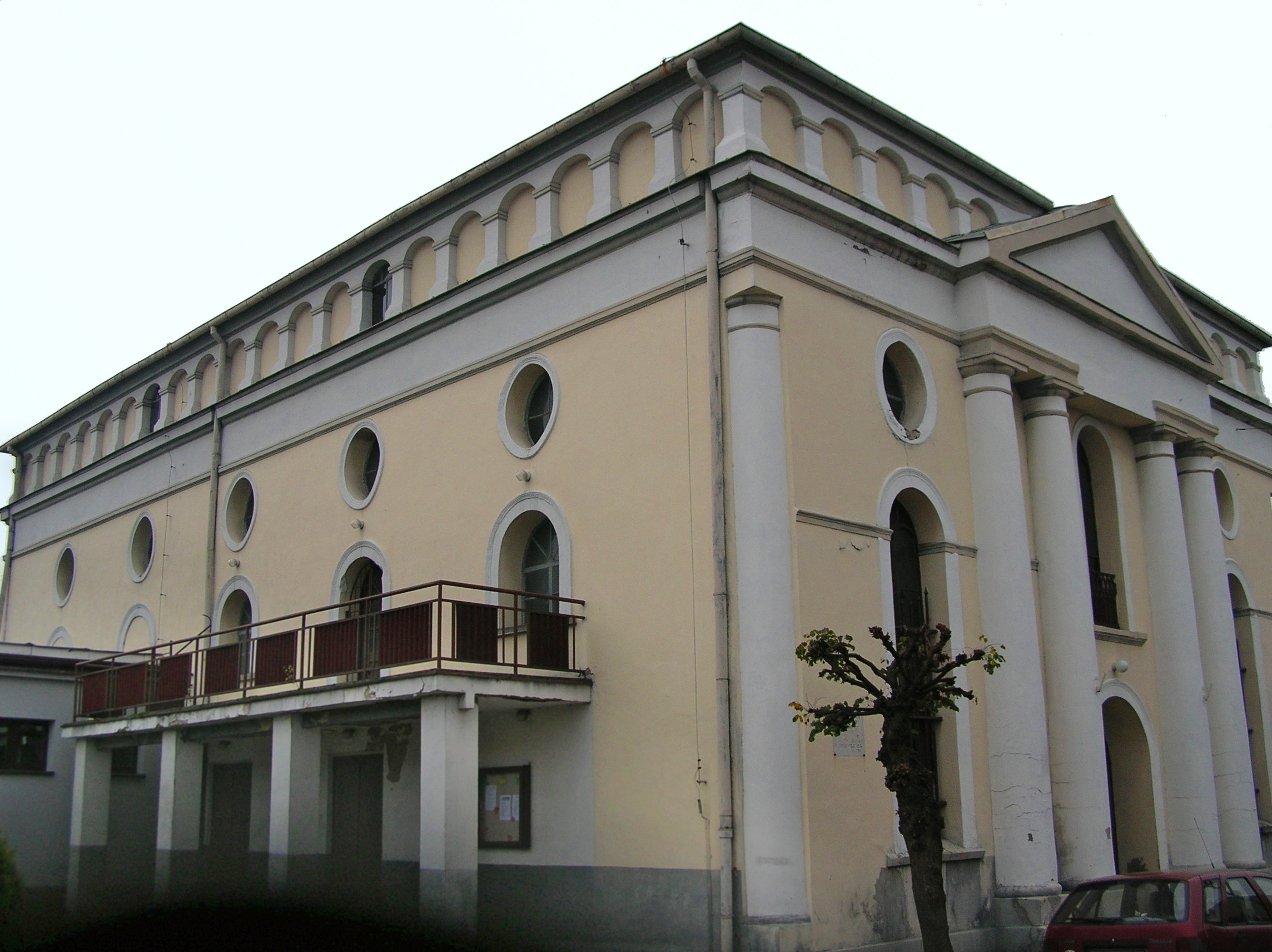
Synagoga w Praszce

W mieście znajduje się kilka zabytków. Do wojewódzkiego rejestru zabytków wpisane są:
- cmentarz rzymskokatolicki z 1809;
- cmentarz żydowski z poł. XIX w.;
- synagoga, obecnie dom kultury z połowy XIX w.
- dom, pl. Grunwaldzki 26, poł. XIX, nr rej.: A-217/2014 z 15.04.2014

Inne obiekty:
- domy z XVIII i XIX w.;
- kaplica pw. św. Jana Nepomucena murowana z XIX w. przy ul. Kaliskiej;
- kościół pw. Wniebowzięcia NMP, murowany, halowy, trójnawowy zbudowany w 1872 na miejscu wcześniejszego drewnianego. We wnętrzu trzy boczne ołtarze barokowe z XVII i XVIII w., barokowa chrzcielnica, klasycystyczny ołtarz główny z XIX w. Srebrny relikwiarz z relikwiami św. Walentego;
- muzeum regionalne z ekspozycjami historycznymi, etnograficznymi i przyrodniczymi;
- wieża ciśnień murowana z 1914.

## Transport

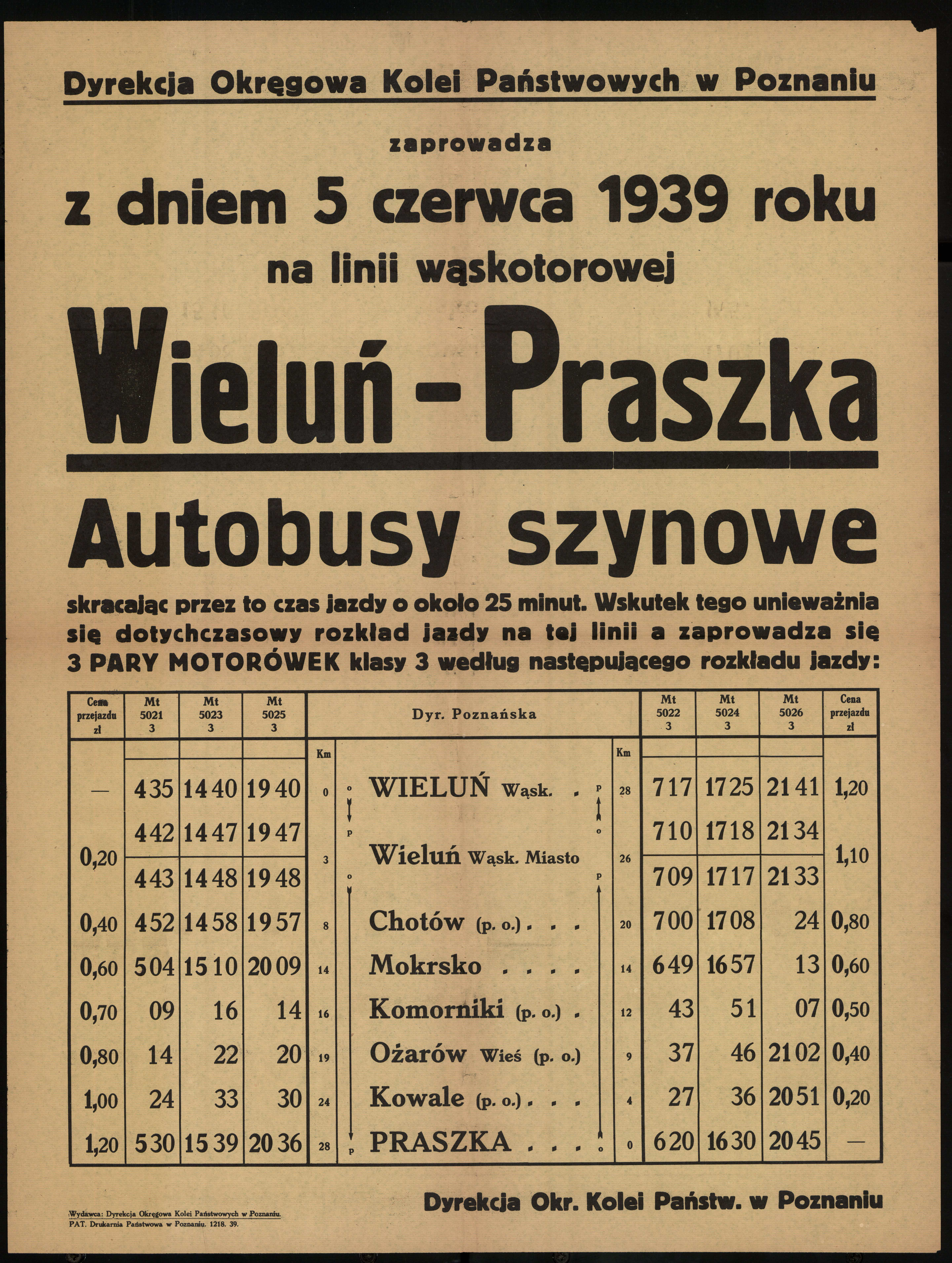
Afisz z 1939. Dyrekcja okręgowa PKP w Poznaniu zaprowadza połączenie kolejowe między Wieluniem a Praszką.

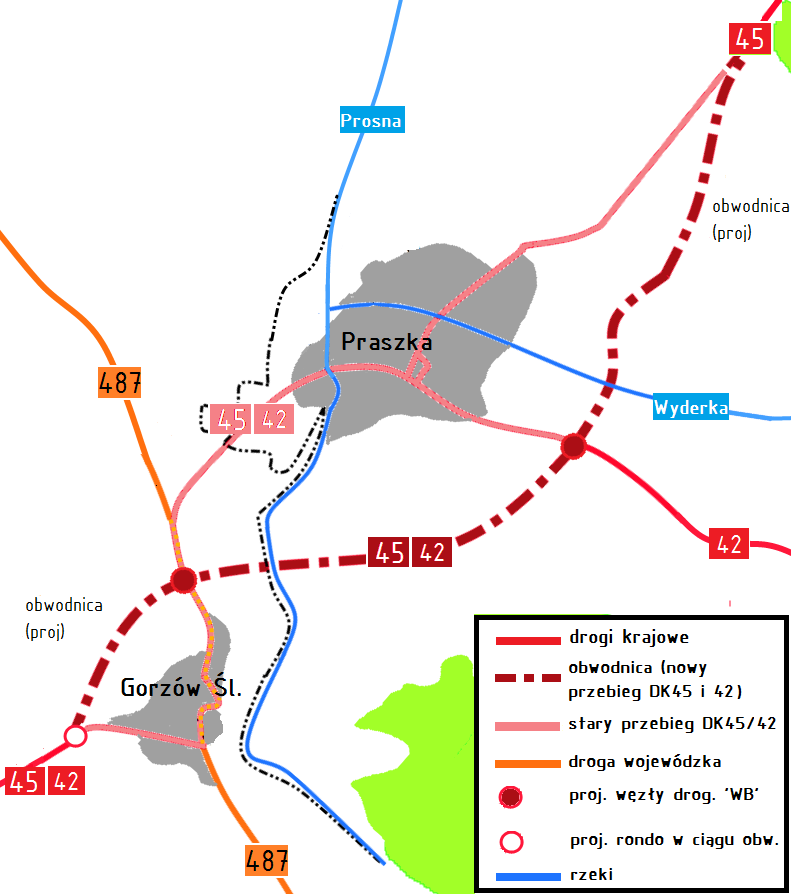
Przebieg projektowanej obwodnicy

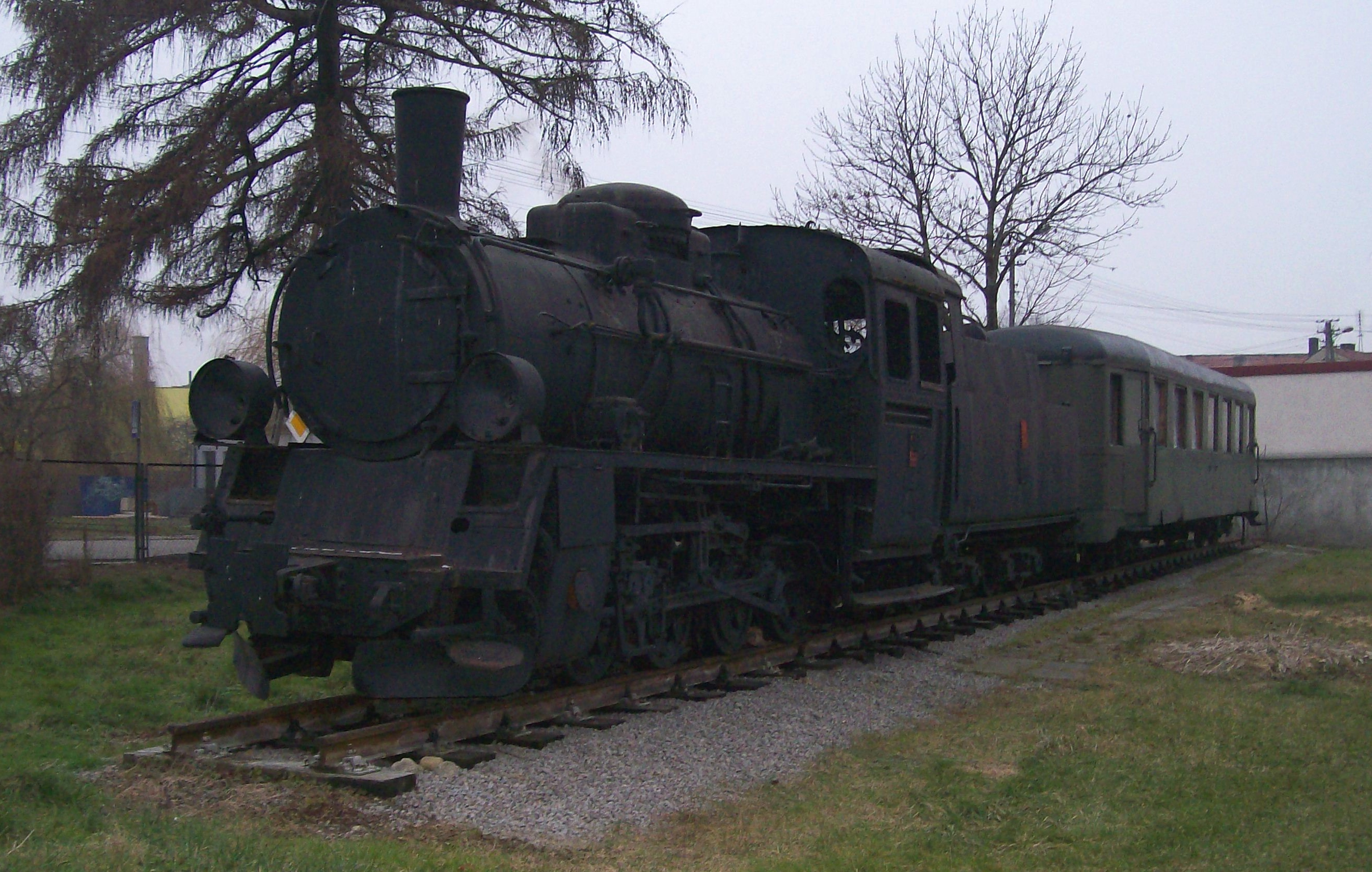
Lokomotywa i wagon zlikwidowanej Wieluńskiej Kolei Dojazdowej eksponowany w Muzeum Regionalnym

Przez miasto przebiegają drogi krajowe:
- 42 Namysłów – Kluczbork – Praszka – Radomsko – Starachowice;
- 45 Złoczew – Wieluń – Praszka – Opole – Racibórz.

Na lata 2013–2014 planowano budowę obwodnicy Praszki w ciągu drogi krajowej 45, jednak prace przerwano na etapie studium techniczno-ekonomiczno-środowiskowego, przekładając realizację na okres późniejszy. Według dwóch spośród czterech rozważanych wariantów, nowa trasa miała być także obwodnicą sąsiedniego Gorzowa Śląskiego. Również dwa warianty zakładają, iż nowy odcinek drogi miał stanowić obwodnicę miejscowości nie tylko dla drogi krajowej nr 45, ale także dla drogi nr 42. 28 marca 2019 w wyniku przetargu wyłoniono wykonawcę budowy obwodnicy "Mostostal Warszawa S.A." z którym podpisano umowę 20 maja 2019. Decyzję na realizację inwestycji wydano 11 grudnia 2020. Obwodnicę oddano do użytku 25 kwietnia 2023.
Przez Praszkę prowadziła też linia kolejowa nr 196 Praszka – Olesno oraz łącząca Praszkę z Wieluniem wąskotorowa Wieluńska Kolej Dojazdowa.
Praszka ma bezpośrednie połączenia autobusowe z Katowicami, Wrocławiem, Łodzią, Opolem, Częstochową, Olesnem, Kluczborkiem i Wieluniem. Obsługiwane są one przez PKS Wieluń, PKS Lubliniec i PKS Częstochowa, PKS Łódź, PKS Opole, a także przez prywatną firmę ABX2.

## Szkolnictwo
W Praszce znajdują się cztery przedszkola, cztery szkoły podstawowe, liceum ogólnokształcące oraz zespół szkół ponadpodstawowych.
Przedszkola:
- Publiczne Przedszkole nr 1 w Praszce;
- Publiczne Przedszkole nr 2 w Praszce;
- Specjalne Publiczne Przedszkole nr 3 w Praszce;
- Niepubliczne Przedszkole Sióstr Felicjanek.

Szkoły podstawowe:
- Publiczna Szkoła Podstawowa nr 2 w Praszce;
- Publiczna Szkoła Podstawowa nr 3 im. Ks. Kardynała Stefana Wyszyńskiego w Praszce;
- Publiczna Szkoła Podstawowa nr 4 im. Wandy Chotomskiej w Praszce;
- Specjalna Publiczna Szkoła Podstawowa nr 5 w Praszce.

Szkoły ponadpodstawowe:
- I Liceum Ogólnokształcące im. Powstańców Śląskich;
- Zespół Szkół Ponadpodstawowych[17].

## Sport
Początki zorganizowanego sportu w Praszce sięgają roku 1928. Powstaje wówczas klub piłki nożnej LZS. W roku 1969 LZS Praszka awansuje do klasy A, a klub przyjmuje nazwę – Zakładowy Klub Sportowy „Motor”.
Największy sukces w Pucharze Polski drużyna odniosła w roku 1983, kiedy po zwycięstwach nad Błękitnymi Kielce i ROW Rybnik odpadła w 1/16, ponosząc porażkę 1:2 z Piastem Gliwice. W roku 1978 awansowała do III ligi, jednak po rocznym pobycie w tej lidze ponownie trafiła do klasy okręgowej. Kolejny awans do III ligi piłkarze uzyskali w sezonie 1983/84.
W Praszce znajduje się kompleks sportowy Orlik 2012 hala sportowa Kotwica oraz pływalnia Nemo.
W Praszce istnieje klub sportowy UKS Lider Praszka. Siatkarze tegoż zespołu pod kierownictwem pana Andrzeja Rychtera zostali 3-krotnymi brązowymi medalistami mistrzostw młodzików w województwie opolskim.
Powstała także drużyna dziewcząt w piłce nożnej który reprezentuje – Zakładowy Klub Sportowy „Motor”.

## Służby miejskie
- Policja - Komisariat Policji w Praszce[21];

- Straż Miejska - Urząd Miejski w Praszce[22];
- Straże Pożarne:
  - Ochotnicza Straż Pożarna w Praszce[23];
  - Zakładowa Ochotnicza Straż Pożarna w Praszce[24];

- Wolontariat na Zespół Podstawowy Państwowego Ratownictwa w Praszce[25];

- Straż Celna - Komisariat Straży Celnej „Praszka” (1921 - 1927)[26];
- Straż Graniczna - Komisariat Straży Granicznej „Praszka” (1928 - 1939)[27].

## Wspólnoty wyznaniowe
- Kościół rzymskokatolicki:
  - parafia Wniebowzięcia Najświętszej Maryi Panny;
  - parafia Świętej Rodziny.
- Świadkowie Jehowy:
  - zbór Praszka (Sala Królestwa ul. Mickiewicza 30)[28].

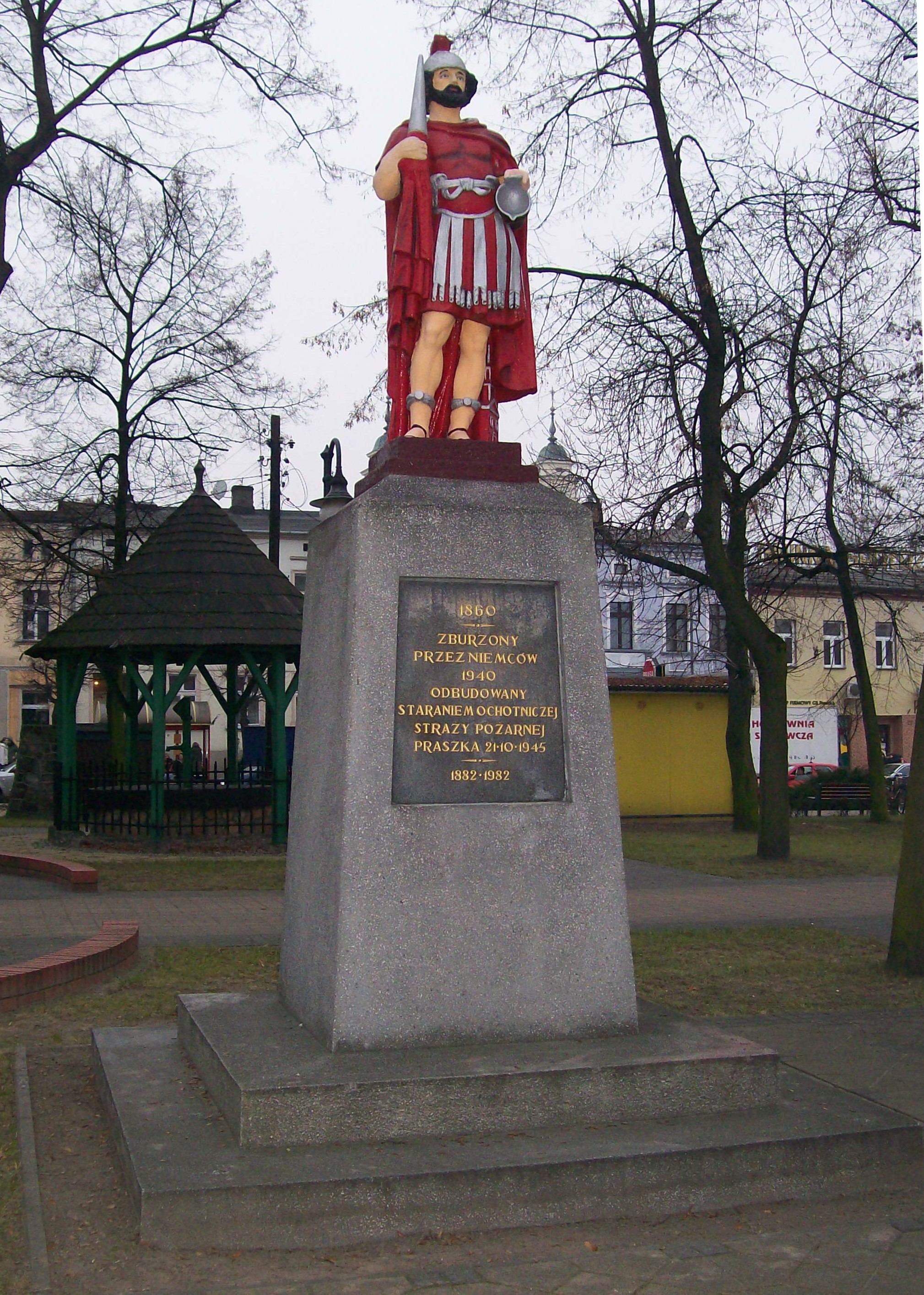
Pomnik Floriana z Lauriacum

- Kościół Zielonoświątkowy
  - ul. Warszawska 20

## Administracja

### Podział administracyjny
Obszar miasta Praszki nie jest podzielony na jednostki pomocnicze gminy (np. osiedla lub dzielnice).
W rejestrze TERYT w obrębie Praszki wyróżniono 5 integralnych części miasta:
- Kolonia pod Kowalami;
- Kolonia pod Rosochami;
- Kolonia pod Rozterkiem;
- Pilawy;
- Zawisna (niem. Grenzwiese[29]).

### Współpraca międzynarodowa
Miasta i gminy partnerskie:
- Bohorodczany;
- Mutterstadt.

## Honorowi obywatele miasta
- Stefania Jażdżewska – od 7 maja 1992 r.
- Tadeusz Krzemiński – od 7 maja 1992 r.
- Zofia Korbońska i Stefan Korboński  – od 13 maja 1998 r.[30]
- Kordian Zawadzki – od 10 maja 2002 r.
- Alojzy Żółtaszek – od 28 kwietnia 2005 r.
- Józef Górecki – od 28 kwietnia 2005 r.[31]
- Stanisław Gasiński – od 25 kwietnia 2006 r.
- Henryk Wasilewski – od 25 kwietnia 2006 r.
- Adam Bilski – od 7 maja 2010 r.
- Jan Werner (lekkoatleta) – od 11 kwietnia 2017 r.[32]
- dr Zbigniew Szczerbik – od 7 maja 2025 r. (pośmiertnie)[33]